# Подольские курсанты (фильм)
«Подольские курсанты» (рабочее название — «Ильинский рубеж») — российский военно-исторический художественный фильм о подвиге Подольских курсантов при обороне Москвы осенью 1941 года, вышедший на экраны в 2020 году.

## Сюжет
Октябрь 1941 года, Подмосковье. Около трёх с половиной тысяч курсантов подольских артиллерийского и пехотного училищ получают приказ занять оборону на Ильинском рубеже и совместно с регулярными частями 43-й армии сдерживать наступление фашистских захватчиков, пока не подойдёт подкрепление. Погибая, вчерашние мальчишки держат оборону от многократно превышающих сил немцев и на двенадцать дней становятся преградой на пути врага к Москве.

## В ролях
| Актёр                | Роль                                                                      |
| -------------------- | ------------------------------------------------------------------------- |
| Алексей Бардуков     | лейтенант Афанасий Алёшкин                                                |
| Евгений Дятлов       | начальник Подольского артиллерийского училища полковник Иван Стрельбицкий |
| Сергей Безруков      | капитан Иван Старчак                                                      |
| Даниил Спиваковский  | инженер Углов                                                             |
| Владимир Зайцев      | член Военного совета                                                      |
| Екатерина Редникова  | военврач Никитина                                                         |
| Василий Мищенко      | генерал-лейтенант Елисеев                                                 |
| Роман Мадянов        | генерал-майор Василий Смирнов                                             |
| Артём Губин          | младший сержант Александр Лавров, курсант                                 |
| Любовь Константинова | младший сержант Мария Григорьева, медсестра                               |
| Игорь Юдин           | младший сержант Дмитрий Шемякин, курсант                                  |
| Глеб Данилов         | курсант Вячеслав Никитин                                                  |
| Дмитрий Соломыкин    | лейтенант Шаповалов                                                       |
| Гурам Баблишвили     | лейтенант Мусеридзе                                                       |

## Создание

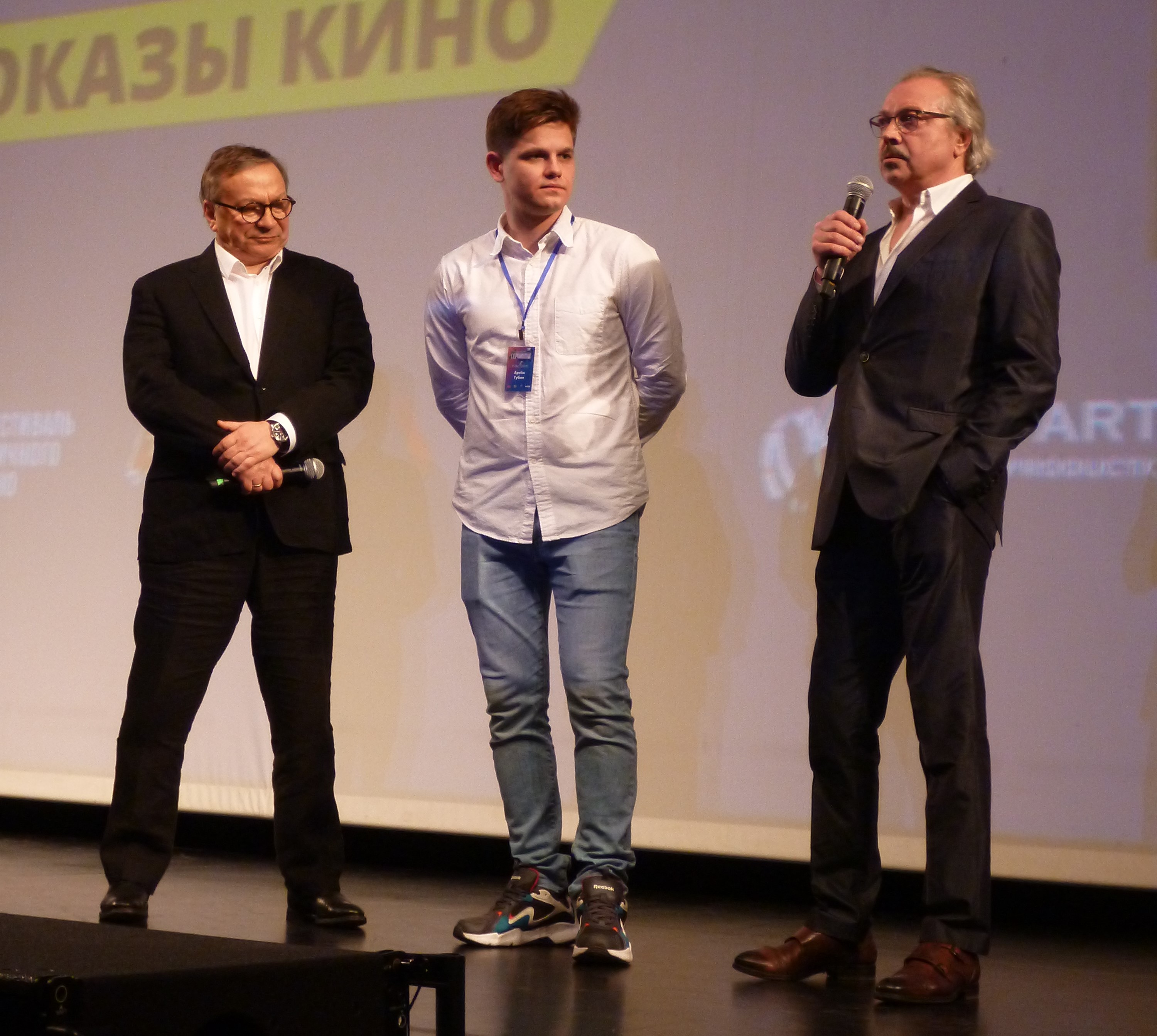
Игорь Угольников, актер Артём Губин (курсант Лавров) и Владимир Зайцев на премьере «Подольских курсантов» в Екатеринбурге, 7 мая 2021 года

Инициаторами проекта были Вячеслав Фетисов и Игорь Угольников. При написании сценария использовались свидетельства участников событий и рассекреченные документы Центрального архива Министерства обороны РФ.
Алексей Бардуков сообщил, что сумел дочитать сценарий только с третьего раза, поскольку слёзы застилали его глаза от масштабов подлинности и подключённости к истории. Сергей Безруков пожелал войти в проект, будучи впечатлён рассказами Угольникова; перед съёмками он прочитал мемуары Ивана Старчака «С неба — в бой».
Съёмки фильма проводились на специально выстроенном кинокомплексе «Военфильм» в Медыни, где была выстроена деревня, вырыты доты, сооружена и заполнена водою река, отсыпана часть Варшавского шоссе. Исторические консультанты старались добиться максимальной достоверности показанного, вплоть до воссоздания номеров танков и самолётов; в частности, персонаж Безрукова вооружён пистолетом-пулемётом Томпсона, поскольку такое оружие было найдено при раскопках на Ильинском рубеже. Непосредственно сцену боя экранизировали по составленной немцами схеме, где подробно указывалось, где какой танк стоял и как его подбили.
Бюджет картины составил 450 млн рублей, из них 60 млн предоставило Министерство культуры, остальные средства выделили инвесторы, прокатчики и киностудия.
Премьера фильма в России была запланирована на 4 мая 2020, но была отложена из-за пандемии коронавируса. При этом права на прокат ленты были также проданы в США, Великобританию, Японию, Южную Корею и страны Скандинавии. В российский прокат фильм вышел 4 ноября 2020 года. Премьера фильма на Первом канале состоялась 9 мая 2021 года. Через два года, 9 мая 2023 года, показ состоялся на телеканале СТС.

## Награды
- 2020 — Победа в номинации «Лучший фильм» на Международном фестивале военного кино имени Ю.Н. Озерова[7]
- 2021 — Победа в номинации «Лучший международный фильм» на кинофестивале GI Film Festival в Сан-Диего[8].
- 2021 — Победа в номинации «Телевизионный художественный фильм» конкурса «ТЭФИ-Летопись Победы»[9].
- 2021 —  Победа в номинации «Лучший иностранный фильм» на кинофестивале Crystal Palace International Film Festival (CPIFF)[10].